# 田村町駅
田村町駅（たむらまちえき）は、富山県上新川郡大沢野町（現・富山市上大久保）にあった富山地方鉄道笹津線の駅（廃駅）である。笹津線の廃線に伴い1975年（昭和50年）4月1日に廃駅となった。
1969年（昭和44年）8月30日から廃止時まで、朝夕1往復ずつ運行されていた急行列車の停車駅であった。

## 歴史
- 1952年（昭和27年）8月15日：富山地方鉄道笹津線の大久保町駅 - 地鉄笹津駅間延伸開通（笹津線全通）に伴い開業[2][3][4][5]。旅客のみ取扱い[4]。
- 時期不詳：業務委託化[1][3]。
- 1975年（昭和50年）4月1日：笹津線の廃線に伴い廃止となる[2][3][4][5]。

## 駅構造
廃止時点で、単式ホーム1面1線を有する地上駅であった。ホームは線路の西側（地鉄笹津方面に向かって右手側）に存在した。転轍機を持たない棒線駅となっていた。
業務委託駅となっていた。駅舎は構内の西側に位置し、ホーム中央部分に接していた。片流れ屋根の建物であった。また列車接近時にはテープによる案内放送がされていた。

## 駅周辺
田園風景を抜け、大沢野町の家並みの中に位置した。
- 国道41号（越中東街道）
- 旧飛騨街道
- 教順寺[3]

## 駅跡
1998年（平成10年）時点では、駅時代の名残である自転車置場と広場となっていた。2008年（平成20年）時点でも同様に道路脇の空地となっていた。
また、当駅跡附近の線路跡は、1998年（平成10年）時点では当線廃線後に南富山駅 - 日本繊維前駅の間を東西に走る形で開通した国道359号の取付け道路附近から当駅跡南側付近までは2車線の舗装道路となっていた。2008年（平成20年）時点でも同様であった。当駅跡南側から先の線路跡は1998年（平成10年）時点では幅の狭い生活道路になっており、さらにその先の大沢野町八木山駅方は築堤が残存し、一部にはバラストも残存していた。

## 隣の駅
富山地方鉄道
笹津線
大沢野北口駅 - 田村町駅 - 大沢野町八木山駅